# 92-й истребительный авиационный полк (16 сад)
92-й истребительный авиационный Краснознамённый полк (92-й иап) — воинская часть Военно-Воздушных сил (ВВС) Вооружённых Сил РККА, сформированная в годы Великой Отечественной войны, после распада СССР переданная в состав ВВС Украины.

## Наименования полка
- 7-й истребительный авиационный полк;
- 92-й истребительный авиационный полк;
- 92-й истребительный авиационный Краснознамённый полк;
- 207-я авиационная база (01.12.1996);
- 8-й истребительный авиационный полк (01.12.1997);
- 40-е истребительное авиакрыло (01.12.2000);
- 40-я истребительная авиационная бригада (2004);
- 40-я бригада тактической авиации (18.04.2007);
- Полевая почта 35561 (до 01.01.1992 г.).

## Создание полка
92-й истребительный авиационный полк сформирован в период с 05 апреля по 16 мая 1940 года в Киевском Особом военном округе на аэродроме г. Умань на основе одной эскадрильи 7-го иап в составе 4-х эскадрилий на самолётах И-153. Вошёл в состав 38-й истребительной авиабригады ВВС КОВО.

## Переформирование и расформирование полка
- 92-й истребительный авиационный Краснознамённый полк 1 января 1992 года после раздела Вооружённых сил СССР был передан в состав 4-й иад 14-й ВА ПрикВО ВВС Украины с местом дислокации г. Мукачево
- 92-й истребительный авиационный Краснознамённый полк 1 декабря 1996 года вместе с частями обеспечения был реформирован в 207-ю авиационную базу (командир — подполковник Емец В. И.) на аэродроме г. Васильков (Украина).
- 207-я авиационная база 1 декабря 1997 года переформирована в 8-й истребительный авиационный полк, который 1 декабря 2000 года преобразован в 40-е истребительное авиакрыло.
- 40-е истребительное авиакрыло в 2004 переименовано в 40-ю истребительную авиационную бригаду, а с 18 апреля 2007 года именуется 40-я бригада тактической авиации.

| ЛаГГ-3 | И-153 | И-16 |

## В действующей армии
В составе действующей армии:
- с 22 июня 1941 года по 30 сентября 1941 года,
- с 8 марта 1942 года по 16 октября 1942 года,
- с 8 мая 1943 года по 3 декабря 1943 года,
- с 15 мая 1944 года по 11 мая 1945 года.

## Командиры полка
| Звание                       | Имя                        | Период               | Примечание                                                           |
| ---------------------------- | -------------------------- | -------------------- | -------------------------------------------------------------------- |
| майор                        | Хотелев Иосиф Сидорович    | 16.05.1940 — 02.1941 | отстранён от должности за низкую организацию боевой подготовки полка |
| майор                        | Ячменёв Семён Степанович   | 25.09.1941 — 07.1942 |                                                                      |
| майор                        | Кондратов Михаил Авдеевич  | 09.1942 — 12.1942    |                                                                      |
| капитан, майор, подполковник | Саломатин Борис Николаевич | 01.1943 — 28.12.1944 |                                                                      |
| майор                        | Ковишков Борис Иванович    | 28.12.1944 — 12.1945 |                                                                      |
| подполковник                 | Гайдаенко Иван Дмитриевич  | 1950 — 1954 (?)      |                                                                      |

## В составе соединений и объединений
| Период        | Фронт (округ)                        | армия                                  | корпус                                         | дивизия                                       | примечание |
| ------------- | ------------------------------------ | -------------------------------------- | ---------------------------------------------- | --------------------------------------------- | --- |
| 05.04.1940 г. | Киевский особый военный округ        | ВВС Киевского военного округа          |                                                | 38-я истребительная авиационная бригада       | Умань, И-153 |
| 28.06.1940 г. | Южный фронт                          | 5-я армия                              |                                                | ВВС 5-й армии                                 | И-153, участие в Освобождении Бессарабии |
| 09.07.1940 г. | Киевский особый военный округ        | ВВС Киевского военного округа          |                                                | 38-я истребительная авиационная бригада       | Умань, И-153 |
| 19.07.1940 г. | Киевский особый военный округ        | ВВС Киевского военного округа          |                                                | 14-я смешанная авиационная дивизия            | И-153 |
| 01.06.1941 г. | Киевский особый военный округ        | ВВС Киевского военного округа          |                                                | 16-я смешанная авиационная дивизия            | И-153 |
| 22.06.1941 г. | Юго-Западный фронт                   | ВВС Юго-Западного фронта               |                                                | 16-я смешанная авиационная дивизия            | 54 И-153 и 3 И-16, 74 лётчика |
| 15.09.1941 г. | Юго-Западный фронт                   | ВВС Юго-Западного фронта               |                                                | 16-я смешанная авиационная дивизия            | Попал в окружение в районе Киева. Лётный состав перелетел из киевского «котла» в Харьков, технический состав прорывался из окружения с боями в направлении Харькова |
| 26.09.1941 г. | Юго-Западный фронт                   | ВВС Юго-Западного фронта               |                                                | 16-я смешанная авиационная дивизия            | Вышли из окружения |
| 01.10.1941 г. | Северо-Кавказский военный округ      | ВВС Северо-Кавказского военного округа |                                                | 11-й запасной истребительный авиационный полк | г. Ростов-на-Дону, переформирован |
| 15.10.1941 г. | Закавказский военный округ           | ВВС Закавказского военного округа      |                                                | 25-й запасной истребительный авиационный полк | г. Аджикабул АзССР, ЛаГГ-3, переучивание |
| 28.12.1941 г. | Московский военный округ             | ВВС Московского военного округа        |                                                | 2-й запасной истребительный авиационный полк  | ст. Сейма Горьковской области, завершил переучивание на ЛаГГ-3 |
| 26.02.1942 г. | Резерв Верховного Главнокомандования | Авиация Резерва ВГК                    |                                                | 3-я запасная авиационная бригада              | |
| 08.03.1942 г. | Волховский фронт                     | ВВС Волховского фронта                 | Авиационная группа генерал-лейтенанта Новикова |                                               | ЛаГГ-3 |
| 20.03.1942 г. | Волховский фронт                     | ВВС Волховского фронта                 | 1-я ударная авиационная группа                 |                                               | ЛаГГ-3 |
| 15.04.1942 г. | Волховский фронт                     | ВВС Волховского фронта                 | Резерв фронта                                  |                                               | Доукомплектован, ст. Яхново Ленинградской области, ЛаГГ-3 |
| 18.05.1942 г. | Волховский фронт                     | ВВС Волховского фронта                 | 1-я ударная авиационная группа                 |                                               | ЛаГГ-3 |
| 31.07.1942 г. | Волховский фронт                     | 14-я воздушная армия                   |                                                | 278-я истребительная авиационная дивизия      | ЛаГГ-3 |
| 16.10.1942 г. | Волховский фронт                     | ВВС Волховского фронта                 | Резерв фронта                                  |                                               | Выведен на доукомплектование и переучивание |
| 28.10.1942 г. | Московский военный округ             | ВВС Московского военного округа        |                                                | 2-й запасной истребительный авиационный полк  | ст. Сейма Горьковской области, Ла-5, переформирован за счёт лётного состава 718-го иап                                                                              |
| 30.04.1943 г. | Резерв Верховного Главнокомандования | Авиация Резерва ВГК                    | 6-й истребительный авиационный корпус          | 279-я истребительная авиационная дивизия      | Ла-5 |
| 08.05.1943 г. | Центральный фронт                    | 16-я воздушная армия                   | 6-й истребительный авиационный корпус          | 279-я истребительная авиационная дивизия      | Ла-5 |
| 20.10.1943 г. | Белорусский фронт                    | 16-я воздушная армия                   | 6-й истребительный авиационный корпус          | 279-я истребительная авиационная дивизия      | Ла-5 |
| 05.12.1943 г. | Белорусский фронт                    | 16-я воздушная армия                   | 6-й истребительный авиационный корпус          | 279-я истребительная авиационная дивизия      | сдал Ла-5 в 286-ю иад и в составе 279-й иад убыл в РСВГК в г. Орёл на доукомплектование                                                                             |
| 12.12.1943 г. | Резерв Верховного Главнокомандования | Авиация Резерва ВГК                    |                                                | 279-я истребительная авиационная дивизия      | Ла-5 |
| 15.05.1944 г. | 1-й Белорусский фронт                | 16-я воздушная армия                   | Резерв 16-й ВА                                 | 279-я истребительная авиационная дивизия      | Ла-5, в боевых действиях не участвовал, до 05.08.1944 г. оставался в Орле                                                                                           |
| 12.08.1944 г. | 2-й Украинский фронт                 | 5-я воздушная армия                    |                                                | 279-я истребительная авиационная дивизия      | Ла-5 |
| 15.12.1944 г. | 2-й Украинский фронт                 | 5-я воздушная армия                    |                                                | 279-я истребительная авиационная дивизия      | Принял Ла-5 у 192-го иап, убывающего на перевооружение |
| 01.03.1945 г. | 2-й Украинский фронт                 | 5-я воздушная армия                    |                                                | 279-я истребительная авиационная дивизия      | Переучился на Ла-7 |
| 11.05.1945 г. | 2-й Украинский фронт                 | 5-я воздушная армия                    |                                                | 279-я истребительная авиационная дивизия      | Ла-7, Австрия |
| 25.08.1945 г. | Прикарпатский военный округ          | 14-я воздушная армия                   |                                                | 279-я истребительная авиационная дивизия      | Ла-7 |
| 20.02.1949 г. | Прикарпатский военный округ          | 57-я воздушная армия                   |                                                | 279-я истребительная авиационная дивизия      | Ла-7 |
| 01.05.1960 г. | Прикарпатский военный округ          | 57-я воздушная армия                   |                                                | 131-я истребительная авиационная дивизия      | Ла-7 |
| 01.12.1973 г. | Прикарпатский военный округ          | 14-я воздушная армия                   |                                                | 4-я истребительная авиационная дивизия        | МиГ-21 СМ, МиГ-21 СМТ |
| 01.04.1980 г. | Прикарпатский военный округ          | ВВС Прикарпатского военного округа     |                                                | 4-я истребительная авиационная дивизия        | МиГ-23 М |
| 01.05.1988 г. | Прикарпатский военный округ          | 14-я воздушная армия                   |                                                | 4-я истребительная авиационная дивизия        | МиГ-29 |
| 01.01.1992 г. | Прикарпатский военный округ          | 14-я воздушная армия                   |                                                | 4-я истребительная авиационная дивизия        | МиГ-29, передан в состав ВВС Украины |
| 01.06.1993 г. | Прикарпатский военный округ          | 14-я воздушная армия                   |                                                | 4-я истребительная авиационная дивизия        | МиГ-29, реформирован в 207 АБ |

## Награды
За образцовое выполнение боевых заданий командования в боях с немецкими захватчиками при овладении городом Будапешт и проявленные при этом доблесть и мужество 5 апреля 1945 года Указом Президиума Верховного Совета СССР 92-й истребительный авиационный полк награждён орденом Красного Знамени.

## Участие в сражениях и битвах
- Приграничные сражения — с 22 июня 1941 года по 29 июня 1941 года.
- Киевская операция — с 7 июля 1941 года по 26 сентября 1941 года.
- Любанская наступательная операция — с 17 марта 1942 года по 15 апреля 1942 года.
- Белгородско-Харьковская стратегическая наступательная операция с 3 августа 1943 года по 23 августа 1943 года
- Донбасская операция с 1 сентября 1943 года по 22 сентября 1943 года
- Мелитопольская операция с 26 сентября 1943 года по 16 октября 1943 года
- Курская битва — с 5 июля 1943 года по 12 июля 1943 года.
- Орловская операция — с 12 июля 1943 года по 18 августа 1943 года.
- Черниговско-Припятская операция — с 26 августа 1943 года по 30 сентября 1943 года.
- Белорусская операция «Багратион» — с 23 июня 1944 года по 29 августа 1944 года.
- Бобруйская операция — с 24 июня 1944 года по 29 июня 1944 года.
- Минская операция — с 29 июня 1944 года по 4 июля 1944 года.
- Барановичская операция — с 5 июля 1944 года по 16 июля 1944 года.
- Люблин-Брестская операция — с 18 июля 1944 года по 2 августа 1944 года.
- Ясско-Кишинёвская операция — с 20 августа 1944 года по 29 августа 1944 года.
- Белградская операция — с 28 сентября 1944 года по 20 октября 1944 года.
- Дебреценская операция — с 6 октября 1944 года по 28 октября 1944 года.
- Будапештская операция — с 29 октября 1944 года по 13 февраля 1945 года.
- Западно-Карпатская операция — с 12 января 1945 года по 18 февраля 1945 года.
- Балатонская оборонительная операция — с 6 марта 1945 года по 15 марта 1945 года.
- Венская наступательная операция — с 16 марта 1945 года по 15 апреля 1945 года.
- Братиславско-Брновская наступательная операция — с 25 марта 1945 года по 5 мая 1945 года.
- Пражская операция — с 6 мая 1945 года по 11 мая 1945 года.

## Отличившиеся воины полка
- Сидоров Иван Дмитриевич, капитан, командир эскадрильи 92-го истребительного авиационного полка 279-й истребительной авиационной дивизии 6-го истребительного авиационного корпуса 16-й воздушной армии Указом Верховного Совета СССР 2 сентября 1943 года удостоен звания Героя Советского Союза. Посмертно.
- Логвиненко Николай Павлович, майор, лётчик полка, удостоен звания Героя Советского Союза будучи командиром эскадрильи 293-го истребительного авиаполка 287-й истребительной авиадивизии 4-й воздушной армии Северо-Кавказского фронта. Золотая Звезда № 1144.
- Медведев Дмитрий Александрович, подполковник, лётчик полка, удостоен звания Героя Советского Союза будучи командиром 486-го истребительного авиаполка 279-й истребительной авиадивизии 5-й воздушной армии. Золотая Звезда № 7522.

| МиГ-17 | МиГ-15 | МиГ-17 |

## Благодарности Верховного Главнокомандования
За проявленные образцы мужества и героизма Верховным Главнокомандующим дивизии объявлены благодарности:
- За овладение городами Клуж и Сегед[7].
- За овладение городами Мадьяровар и Кремница[8]/
- За овладение городами Малацки, Брук, Превидза, Бановце[9].
- За овладение городом Брно[10].
- За овладение городами Яромержице, Зноймо, Голлабрунн и Штоккерау[11].

## Статистика боевых действий
Всего за годы Великой Отечественной войны полком:
| Выполнено боевых вылетов | Сбито самолётов противника в воздушных боях | Сбито самолётов противника всего |
| ------------------------ | ------------------------------------------- | -------------------------------- |
| 11285                    | 279                                         | 286                              |

Свои потери:
| Потеряно самолётов, всего | Погибло лётчиков всего |
| ------------------------- | ---------------------- |
| 184                       | 74                     |

## Базирование
| Период                  | Аэродромы                                  |
| ----------------------- | ------------------------------------------ |
| 11.05.1945 — 28.08.1945 | Рангерсдорф, Австрия                       |
| 28.08.1945 — 15.10.1948 | Луцк, Волынская область                    |
| 15.10.1948 — 01.10.1951 | Ивано-Франковск, Ивано-Франковская область |
| 01.10.1951 — 01.06.1993 | Мукачево, Закарпатская область             |
| 01.06.1993 — 1994       | Васильков, Киевская область                |

| МиГ-21 | МиГ-29 | МиГ-23МЛ |

## Самолёты на вооружении
| Период      | Самолёты |
| ----------- | -------- |
| 1940 — 1941 | И-153    |
| 1940 — 1941 | И-16     |
| 1941 — 1942 | ЛаГГ-3   |
| 1942 — 1945 | Ла-5     |
| 1945 — 1951 | Ла-7     |
| 1951 — 1954 | МиГ-15   |
| 1954 — 1962 | МиГ-17   |
| 1962 — 1975 | МиГ-21   |
| 1974 — 1987 | МиГ-23М  |
| 1987 — 1994 | МиГ-29   |